# NGC 7637
NGC 7637 est une galaxie lenticulaire située dans la constellation du Sculpteur. Sa vitesse par rapport au fond diffus cosmologique est de 6 716 ± 33 km/s, ce qui correspond à une distance de Hubble de 99,1 ± 7,0 Mpc (∼323 millions d'al). NGC 7637 a été découverte par l'astronome britannique John Herschel en 1834.

## Paire de galaxies

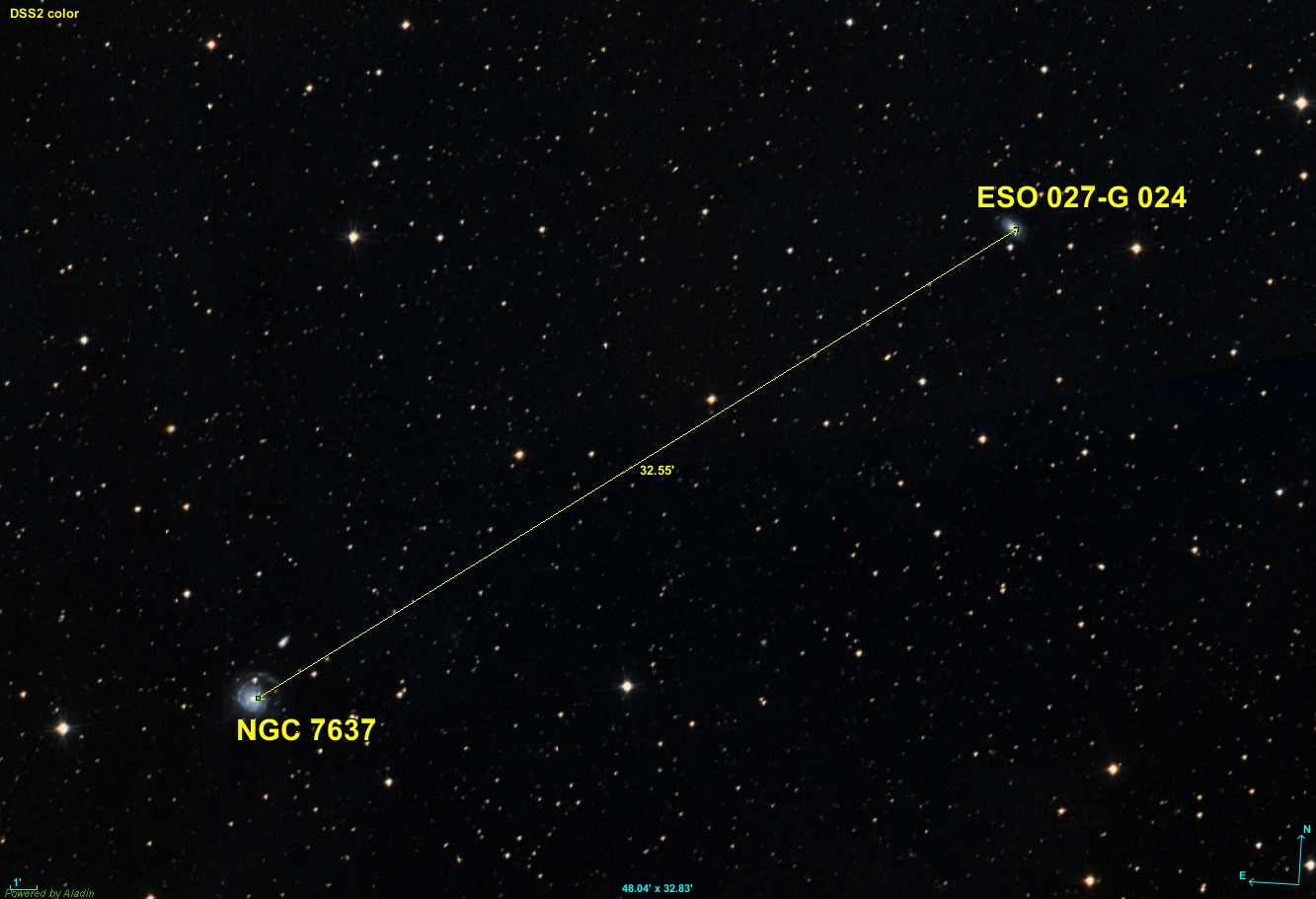
La paire de galaxies NGC 7637 et ESO 027- G 024

Selon Soares et ses collègues, NGC 7637 et ESO 027- G 024 (notée 027 0240 dans leur article) forment une paire de galaxies avec une probabilité de 0,51. La distance de Hubble de cette dernière est de 60,34 ± 4,23 Mpc (∼197 millions d'al), ce qui est presque la même que celle de NGC 7637. De plus elles sont à  une distance angulaire de 32,6 mas l'une de l'autre. Donc, il s'agit probablement d'une paire réelle de galaxies.